# Xã Grenora, Quận Williams, Bắc Dakota
Xã Grenora (tiếng Anh: Grenora Township) là một xã thuộc quận Williams, tiểu bang Bắc Dakota, Hoa Kỳ. Năm 2010, dân số của xã này là 8 người.